# Arishang
Arishang, även känt som Wenquan, är ett härad som lyder under prefekturen Börtala i Xinjiang-regionen i nordvästra Kina.
1. ↑  http://www.geohive.com/cntry/CN-62_ext.aspx